# Hôtel Al Waddan

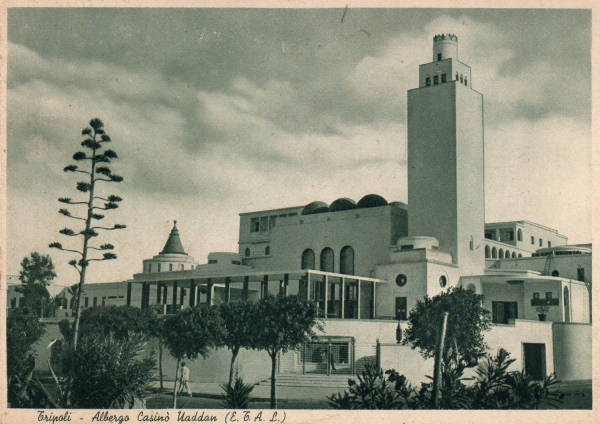
Hôtel Casinò Uaddan dans les années 1950

L'hôtel Al Waddan a ouvert ses portes en 1936 sous le nom d'Italian Uaddan Hotel & Casino.

## Histoire de l'hôtel
Il s'agit d'un hôtel historique de Tripoli, en Libye, situé sur la baie, juste à l'est du Grand Hôtel Tripoli. Historiquement, c'était le plus grand hôtel de Tripoli et un journaliste américain l'a qualifié de « Waldorf Astoria de Tripoli » et de « joyau de l'architecture africaine moderne. » Il a été construit en 1935 en même temps que l'hôtel Al Mehari.
Il a été conçu par l'architecte italien Florestano Di Fausto, avec la collaboration de Stefano Gatti-Casazza. Il comprenait un casino et un théâtre de 500 places.
Il a été entièrement restauré pour un coût de 16 millions de dollars entre 2007 et 2009 en tant qu'hôtel de luxe international et a été géré pendant un certain nombre d'années par InterContinental Hotels Group.